# كانهايال سيثيا
كانهايال سيثيا (11 سبتمبر 1919 - 11 نوفمبر 2008) شاعر راجستاني وهندي معروف. ولد في سوجانغاره، مقاطعة تشورو في ولاية راجستان الهندية. لقد كان مؤيدًا شغوفًا لجعل الراجستانية، اللغة الأم لشعب ولاية راجاستان، وعلى مستوى الاتحاد. لقد كان مناضلا من أجل الحرية معترفًا به من قِبل الحكومة وأخصائيًا اجتماعيًا ومصلحًا ومحسنًا وبيئيًا. 